# Alex Désert
Alex Désert, född 18 juli 1970, är en amerikansk skådespelare. Han är mest känd för sin roll som den blinda tidningsförsäljaren Jake Malinak i TV-serien Becker (1998-2004) men är även sångare och grundare av skabandet Hepcat, som har släppt fyra album. De var som mest aktiva mellan 1993 och 2000.